# Aphelinus subauriceps
Aphelinus subauriceps är en stekelart som beskrevs av Girault 1929. Aphelinus subauriceps ingår i släktet Aphelinus och familjen växtlussteklar. Inga underarter finns listade i Catalogue of Life.